# Ludwig Wilhelm Wichmann
Pour les articles homonymes, voir Wichmann.

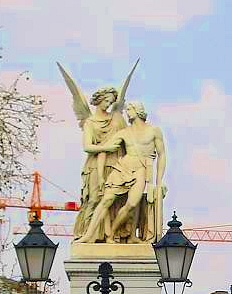
Nike richtet den verwundeten Krieger auf,

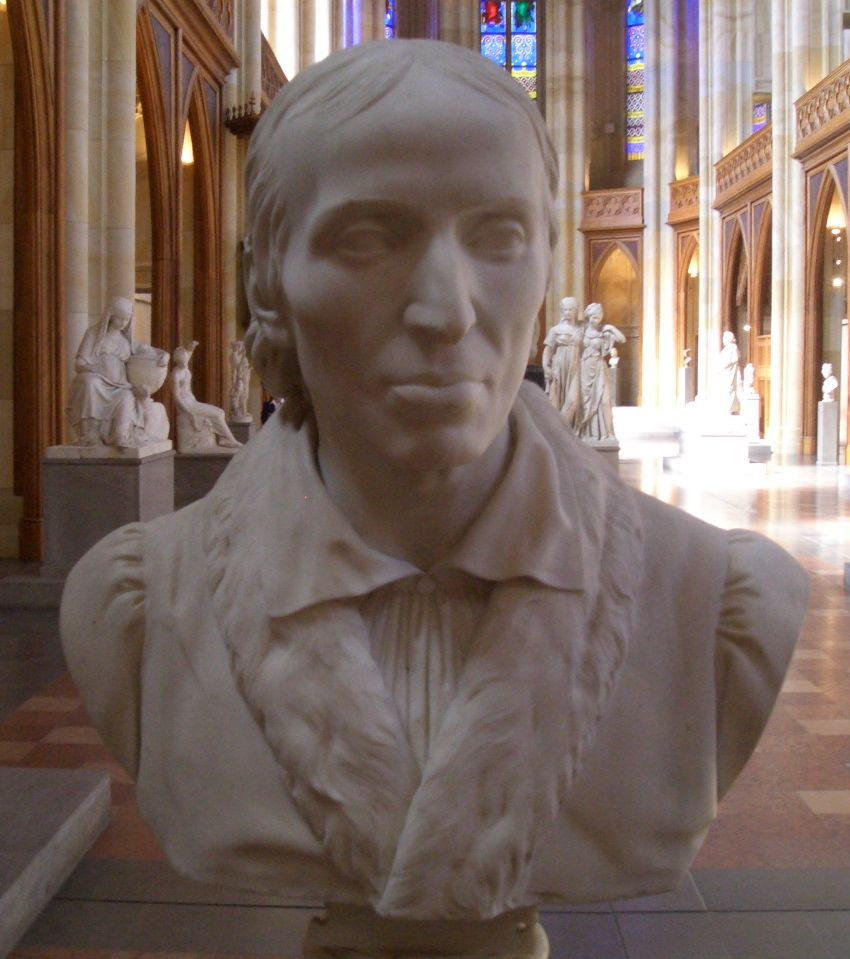
Buste de son beau-père Tobias Feilner, Marbre, 1840, Berlin, église de Friedrichswerder

Ludwig Wilhelm Wichmann est un sculpteur prussien né à Potsdam le 10 octobre 1788 et mort à Berlin le 29 juin 1859.

## Biographie
- Frère d'un autre sculpteur : Karl Wichmann (de) (1775-1836), père du peintre Otto Wichmann (de) (1828-1858), Ludwig Wilhelm Wichmann fut d'abord élève de Johann Gottfried Schadow, puis de François Joseph Bosio et de Jacques-Louis David. Il compta lui-même Hermann Schievelbein et Hugo Hagen parmi ses élèves.